# Olympische Jugend-Winterspiele 2012/Teilnehmer (Slowenien)
| Gelbes Symbol für Goldmedaillen mit stilisierten Olympischen Ringen | Graues Symbol für Silbermedaillen mit stilisierten Olympischen Ringen | Braundes Symbol für Bronzemedaillen mit stilisierten Olympischen Ringen |
| ------------------------------------------------------------------- | --------------------------------------------------------------------- | ----------------------------------------------------------------------- |
| 1                                                                   | 4                                                                     | 2                                                                       |

Slowenien nahm an den Olympischen Jugend-Winterspielen 2012 in Innsbruck mit 21 Athleten in neun Sportarten teil.

## Sportarten

### Biathlon
| Athleten                                           | Wettbewerb                         | Zeit (Schießfehler) | Rang |
| -------------------------------------------------- | ---------------------------------- | ------------------- | ---- |
| Jungen                                             |                                    |                     |      |
| Miha Dovžan                                        | 7,5 km Sprint                      | 21:10,2 min (3)     | 17   |
| Miha Dovžan                                        | 10 km Verfolgung                   | 30:04,4 min (1)     | 5    |
| Vid Zabret                                         | 7,5 km Sprint                      | 21:39,3 min (3)     | 21   |
| Vid Zabret                                         | 10 km Verfolgung                   | 34:51,8 min (9)     | 35   |
| Mädchen                                            |                                    |                     |      |
| Anthea Grum                                        | 6 km Sprint                        | 21:51,7 min (6)     | 41   |
| Anthea Grum                                        | 7,5 km Verfolgung                  | 34:22,0 min (3)     | 31   |
| Eva Urevc                                          | 6 km Sprint                        | 20:15,8 min (6)     | 28   |
| Eva Urevc                                          | 7,5 km Verfolgung                  | 33:55,7 min (10)    | 25   |
| Gemischt                                           |                                    |                     |      |
| Eva Urevc Anthea Grum Vid Zabret Miha Dovžan       | Mixed-Staffel                      | 1:18:07,6 h (2+17)  | 11   |
| Eva Urevc Anamarija Lampič Miha Dovzan Miha Šimenc | Mixed-Staffel Skilanglauf/Biathlon | 1:10:10,0 h (4+9)   | 16   |

### Eishockey
| Athleten     | Wettbewerb       | Qualifikation | Qualifikation | Finale             | Finale             |
| Athleten     | Wettbewerb       | Punkte        | Rang          | Punkte             | Rang               |
| ------------ | ---------------- | ------------- | ------------- | ------------------ | ------------------ |
| Jungen       |                  |               |               |                    |                    |
| Primož Čuvan | Skills-Challenge | 14            | 5             | 18                 | 5                  |
| Mädchen      |                  |               |               |                    |                    |
| Urša Pazlar  | Skills-Challenge | 0             | 15            | nicht qualifiziert | nicht qualifiziert |

### Freestyle-Skiing

#### Halfpipe
| Athleten      | Wettbewerb | Qualifikation | Qualifikation | Finale             | Finale             |
| Athleten      | Wettbewerb | Punkte        | Rang          | Punkte             | Rang               |
| ------------- | ---------- | ------------- | ------------- | ------------------ | ------------------ |
| Mädchen       |            |               |               |                    |                    |
| Monika Loboda | Halfpipe   | 41,00 Punkte  | 9             | nicht qualifiziert | nicht qualifiziert |

### Nordische Kombination
| Athleten      | Wettbewerb                    | Skispringen | Skispringen | Skispringen   | Langlauf    | Langlauf |
| Athleten      | Wettbewerb                    | Punkte      | Rang        | Zeitrückstand | Zeit        | Rang     |
| ------------- | ----------------------------- | ----------- | ----------- | ------------- | ----------- | -------- |
| Jungen        |                               |             |             |               |             |          |
| Luka Pintarič | Normalschanze / 5 km Langlauf | 125,8       | 6           | 0:47 min      | 29:30,8 min | 10       |

### Skeleton
| Athleten | Durchgang 1 | Durchgang 2 | Gesamt  | Gesamt |
| Athleten | Zeit        | Zeit        | Zeit    | Rang   |
| -------- | ----------- | ----------- | ------- | ------ |
| Mädchen  |             |             |         |        |
| Eva Vuga | -           | 59,89 s     | 59,89 s | 8      |

### Ski Alpin
| Athleten       | Wettbewerb   | Durchgang 1 | Durchgang 2        | Gesamt             | Gesamt             |   |
| Athleten       | Wettbewerb   | Zeit        | Zeit               | Zeit               | Rang               |   |
| -------------- | ------------ | ----------- | ------------------ | ------------------ | ------------------ | - |
| Jungen         |              |             |                    |                    |                    |   |
| Štefan Hadalin | Super-G      |             |                    | DNF                | DNF                |   |
| Štefan Hadalin | Riesenslalom | 59,27 s     | 58,21 s            | 1:57,48 min        | 17                 |   |
| Štefan Hadalin | Slalom       | 41,01 s     | 39,72 s            | 1:20,73 min        | 5                  |   |
| Štefan Hadalin | Kombination  | 1:04,16 min | 38,03 s            | 1:42,67 min        | 7                  |   |
| Miha Hrobat    | Super-G      |             |                    | DNF                | DNF                |   |
| Miha Hrobat    | Riesenslalom | 56,95 s     | DSQ                | -                  | -                  | - |
| Miha Hrobat    | Slalom       | DNF         | nicht qualifiziert | nicht qualifiziert | nicht qualifiziert |   |
| Miha Hrobat    | Kombination  | 1:03,32 min | 37,73 s            | 1:41,12 min        | Silber             |   |
| Mädchen        |              |             |                    |                    |                    |   |
| Saša Brezovnik | Super-G      |             |                    | DNF                | DNF                |   |
| Saša Brezovnik | Riesenslalom | 59,26 s     | 59,91 s            | 1:59,17 min        | 10                 |   |
| Saša Brezovnik | Slalom       | 46,93 s     | 39,12 s            | 1:26,05 min        | 9                  |   |
| Saša Brezovnik | Kombination  | 1:06,85 min | 36,63 s            | 1:43,48 min        | 11                 |   |
| Claudia Seidl  | Super-G      |             |                    | 1:09,92 min        | 20                 |   |
| Claudia Seidl  | Riesenslalom | 1:01,07 min | 1:00,71 min        | 2:01,78 min        | 20                 |   |
| Claudia Seidl  | Slalom       | 45,75 s     | 40,75 s            | 1:26,50 min        | 11                 |   |
| Claudia Seidl  | Kombination  | 1:08,44 min | 1:01,19 min        | 2:09,63 min        | 28                 |   |

| Athleten                                                | Wettbewerb     | Achtelfinale      | Viertelfinale      | Halbfinale         | Finale             | Finale |
| Athleten                                                | Wettbewerb     | Ergebnis          | Ergebnis           | Ergebnis           | Ergebnis           | Rang   |
| ------------------------------------------------------- | -------------- | ----------------- | ------------------ | ------------------ | ------------------ | ------ |
| Gemischt                                                |                |                   |                    |                    |                    |        |
| Claudia Seidl Štefan Hadalin Saša Brezovnik Miha Hrobat | Teamwettbewerb | Frankreich 2 – 2+ | nicht qualifiziert | nicht qualifiziert | nicht qualifiziert | 5      |

### Skilanglauf
| Athleten         | Wettbewerb      | Qualifikation | Qualifikation | Viertelfinale      | Viertelfinale      | Halbfinale         | Halbfinale         | Finale             | Finale             |
| Athleten         | Wettbewerb      | Zeit          | Rang          | Zeit               | Rang               | Zeit               | Rang               | Zeit               | Rang               |
| ---------------- | --------------- | ------------- | ------------- | ------------------ | ------------------ | ------------------ | ------------------ | ------------------ | ------------------ |
| Jungen           |                 |               |               |                    |                    |                    |                    |                    |                    |
| Miha Šimenc      | 10 km klassisch |               |               |                    |                    |                    |                    | 30:30,9 min        | 7                  |
| Miha Šimenc      | Sprint          | 1:48,15 min   | 21            | 1:46,9 min         | 2                  | 2:04,0 min         | 6                  | nicht qualifiziert | nicht qualifiziert |
| Matic Slabe      | 10 km klassisch |               |               |                    |                    |                    |                    | 31:55,2 min        | 22                 |
| Matic Slabe      | Sprint          | 1:54,56 min   | 37            | nicht qualifiziert | nicht qualifiziert | nicht qualifiziert | nicht qualifiziert | nicht qualifiziert | nicht qualifiziert |
| Mädchen          |                 |               |               |                    |                    |                    |                    |                    |                    |
| Lea Einfalt      | 5 km klassisch  |               |               |                    |                    |                    |                    | 15:01,2 min        | Bronze             |
| Lea Einfalt      | Sprint          | 2:04,06 min   | 19            | 1:59,4 min         | 3                  | 2:00,2 min         | 3                  | 2:04,6 min         | 6                  |
| Anamarija Lampič | 5 km klassisch  |               |               |                    |                    |                    |                    | 14:37,7 min        | Silber             |
| Anamarija Lampič | Sprint          | 2:00,18 min   | 8             | 2:00,6 min         | 1                  | 1:58,9 min         | 1                  | 1:58,9 min         | 4                  |

### Skispringen
| Athleten     | Wettbewerb    | Erste Runde | Erste Runde | Finale | Finale | Gesamt | Gesamt |
| Athleten     | Wettbewerb    | Weite       | Punkte      | Weite  | Punkte | Punkte | Rang   |
| ------------ | ------------- | ----------- | ----------- | ------ | ------ | ------ | ------ |
| Jungen       |               |             |             |        |        |        |        |
| Anže Lanišek | Normalschanze | 81,0 m      | 143,7       | 79,0 m | 142,4  | 286,1  | Gold   |
| Mädchen      |               |             |             |        |        |        |        |
| Urša Bogataj | Normalschanze | 71,5 m      | 120,4       | 71,5 m | 118,9  | 239,3  | Bronze |

| Athleten                                | Wettbewerb               | Erste Runde | Zweite Runde | Gesamt | Gesamt |
| Athleten                                | Wettbewerb               | Punkte      | Punkte       | Punkte | Rang   |
| --------------------------------------- | ------------------------ | ----------- | ------------ | ------ | ------ |
| Gemischt                                |                          |             |              |        |        |
| Urša Bogataj Luka Pintarič Anže Lanišek | Mixed-Team Normalschanze | 262,5       | 348,0        | 610,5  | Silber |

### Snowboard

#### Halfpipe
| Athleten          | Wettbewerb | Qualifikation | Qualifikation | Qualifikation | Halbfinale   | Halbfinale   | Halbfinale | Finale       | Finale       | Finale |
| Athleten          | Wettbewerb | Durchgang 1   | Durchgang 2   | Rang          | Durchgang 1  | Durchgang 2  | Rang       | Durchgang 1  | Durchgang 2  | Rang   |
| ----------------- | ---------- | ------------- | ------------- | ------------- | ------------ | ------------ | ---------- | ------------ | ------------ | ------ |
| Jungen            |            |               |               |               |              |              |            |              |              |        |
| Jan Kralj         | Halfpipe   | 65,50 Punkte  | 69,00 Punkte  | 4             | 76,00 Punkte | 67,50 Punkte | 3          | 68,25 Punkte | 75,00 Punkte | 6      |
| Tim-Kevin Ravnjak | Halfpipe   | 89,25 Punkte  | 93,00 Punkte  | 1             | -            | -            | -          | 59,35 Punkte | 86,75 Punkte | Silber |

#### Slopestyle
| Athleten          | Wettbewerb | Qualifikation | Qualifikation | Qualifikation | Finale       | Finale       | Finale |
| Athleten          | Wettbewerb | Durchgang 1   | Durchgang 2   | Rang          | Durchgang 1  | Durchgang 2  | Rang   |
| ----------------- | ---------- | ------------- | ------------- | ------------- | ------------ | ------------ | ------ |
| Jungen            |            |               |               |               |              |              |        |
| Jan Kralj         | Slopestyle | 73,75 Punkte  | 51,00 Punkte  | 5             | 58,50 Punkte | 85,25 Punkte | 4      |
| Tim-Kevin Ravnjak | Slopestyle | 43,75 Punkte  | 73,25 Punkte  | 6             | 41,75 Punkte | 41,75 Punkte | 15     |